# Zimbabwe International 2011
Die Zimbabwe International 2011 als offene internationale Meisterschaften von Simbabwe im Badminton fanden erstmals vom 1. bis zum 3. September 2011 in Harare statt.

## Sieger und Platzierte
| Disziplin    | Gold                            | Silber                            | Bronze                             |
| ------------ | ------------------------------- | --------------------------------- | ---------------------------------- |
| Herreneinzel | Ali Shahhosseini                | Kaveh Mehrabi                     | Souroush Eskandari                 |
| Herreneinzel | Ali Shahhosseini                | Kaveh Mehrabi                     | Murat Sen                          |
| Dameneinzel  | Claudia Mayer                   | Victoria Na                       | Rajae Rochdy                       |
| Dameneinzel  | Claudia Mayer                   | Victoria Na                       | Thilini Jayasinghe                 |
| Herrendoppel | Moses Chipurura Lawrence Mdege  | Willard Alronso Rishi Verma       | Calson Rugare Chibaya Paul Kativhu |
| Herrendoppel | Moses Chipurura Lawrence Mdege  | Willard Alronso Rishi Verma       | Prince Chinguwa Melusi Mabuku      |
| Damendoppel  | Audrey Matsanura Olga Matsaruna | Munashe Kambarani Kudzai Panganai | Sharon Chikwanha Precious Makusha  |
| Mixed        | Luke Chong Victoria Na          | Lawrence Mdege Kudzai Panganai    | Raffick Alfonso Audrey Matsanura   |
| Mixed        | Luke Chong Victoria Na          | Lawrence Mdege Kudzai Panganai    | Rishi Verma Faith Gwena            |

## Finalresultate
| Disziplin    | Sieger                          | Finalist                          | Ergebnis            |
| ------------ | ------------------------------- | --------------------------------- | ------------------- |
| Herreneinzel | Ali Shahhosseini                | Kaveh Mehrabi                     | 13-21, 21-11, 21-13 |
| Dameneinzel  | Claudia Mayer                   | Victoria Na                       | 18-21, 21-17, 21-19 |
| Herrendoppel | Moses Chipurura Lawrence Mdege  | Willard Alronso Rishi Verma       | 21-19 21-19         |
| Damendoppel  | Audrey Matsanura Olga Matsaruna | Munashe Kambarani Kudzai Panganai | 21-9 21-17          |
| Mixed        | Luke Chong Victoria Na          | Lawrence Mdege Kudzai Panganai    | 21-3 21-6           |